# Stringtown
Stringtown est une communauté non incorporée du comté de Bolivar dans l’État du Mississippi.
Elle est située à environ 10 km au sud-est de la ville de Benoit.